# All About That Bass
"All About That Bass" é uma canção da cantora americana Meghan Trainor, contida em seu primeiro extended play (EP), Title (2014) e em seu álbum de estreia de mesmo nome (2015). Foi composta pela própria juntamente com Kevin Kadish, sendo produzida pelo último. A inspiração para a obra surgiu das imagens corporais de ambos durante a adolescência, bem como das canções "Just the Way You Are", de Bruno Mars e "Lollipop" do grupo Chordettes. Inicialmente, a faixa foi escrita com o intuito de ser gravada por outra cantora; contudo, depois que a intérprete foi contratada pela gravadora Epic, o presidente do selo, L.A. Reid, decidiu selecionar a música como o single de estreia da carreira de Trainor. Foi lançada em 30 de junho de 2014 e comercializada nos formatos CD single, download digital e streaming. Musicalmente deriva-se do bubblegum pop e do doo-wop e apresenta letras que reforçam a ideia de auto aprovação com a própria aparência e de uma imagem corporal positiva. A obra foi recebida de forma geralmente mista por parte dos críticos musicais, que embora tenham positivado sua produção e seu estilo retrô e a incluído em listas compilatórias das melhores canções de 2014, foram ambivalentes em relação às suas letras; estas, inclusive, foram acusadas por profissionais de serem antifeministas e de praticarem apropriação cultural, além de uma alegação de plágio da canção "Happy Mode", lançada em 2006 pelo grupo sul-coreano Koyote. A obra recebeu indicações em diversas premiações, vencendo as de Maior Canção Hot 100 e Maior Canção Digital no Prêmio Billboard de Música de 2015.
Comercialmente, "All About That Bass" foi um sucesso inesperado e obteve um desempenho bastante positivo, comercializando onze milhões de unidades em âmbito global e tornando-se um dos singles mais comprados digitalmente em 2014. Atingiu o pódio das tabelas musicais de 58 países, incluindo a americana Billboard Hot 100, onde permaneceu por oito semanas consecutivas, e na tabela britânica de singles, onde manteve-se por quatro edições seguidas. Na primeira, converteu-se na canção lançada por uma artista feminina em 2014 a permanecer por mais tempo no topo, e obteve o maior período em que um single lançado pela Epic Records conseguiu culminar no periódico, ultrapassando as sete semanas obtidas pelas canções "Billie Jean" e "Black or White", ambas lançadas por Michael Jackson, tornando-se a 69ª mais bem sucedida de todos os tempos na parada. Na segunda, tornou-se a primeira música a entrar nas 40 primeiras colocações baseada apenas em streaming. Recebeu uma certificação de diamante pela Recording Industry Association of America (RIAA) e, até fevereiro de 2015, acumulou vendas superiores a quatro milhões de unidades nos Estados Unidos.
O vídeo musical correspondente foi dirigido por Fatima Robinson, e estreou em 10 de junho de 2014 através da página Idolator. As cenas retratam Trainor e diversas dançarinas executando coreografias na frente de um cenário de cor rosa pastel, caracterizadas com figurinos incaracteristicamente vintage. O trabalho recebeu análises positivas de críticos musicais, que prezaram sua coreografia e seu estilo retrô, tendo sido o mais visto no portal YouTube durante os meses de setembro e outubro de 2014. Consequentemente, acumulou mais de um bilhão de visualizações no site, tornando-se viral. Para divulgar "All About That Bass", Trainor apresentou-a no Prêmio de Assoaciação da Música Country de 2014 em um dueto com a cantora Miranda Lambert, e em programas televisivos e competições como The Tonight Show Starring Jimmy Fallon, The Ellen DeGeneres Show, The X Factor UK e Dancing with the Stars USA. A canção recebeu regravações e remixes feitos por diversos artistas e bandas, como Michael Bublé, Justin Bieber e Emblem3, sendo centro de diversas paródias virtuais e ainda reconhecida por fazer parte do que foi descrito pela Vogue como a "Era do Bumbum Grande", além de ter sido incluída na trilha sonora da telenovela brasileira I Love Paraisópolis (2015) e no jogo eletrônico Just Dance 2016.

## Antecedentes e desenvolvimento
Eu cresci em Nantucket, Massachusetts, e jogava futebol na escola. Minhas amigas eram magras, bonitas e populares, e eu era meio que 'a garota gorda'. Um rapaz por quem eu me apaixonei no sétimo ano me disse: 'Você seria muito mais bonita se tivesse 10 quilos a menos'. Isso me magoou. [Mas] sempre que eu dizia 'eu sou gorda', minha mãe sempre me dizia — e ainda me diz: 'Você precisa parar. Você é bonita. Aproveite isso agora antes que fique velha, olhe para o seu passado e diga 'por que eu não me amo?'.

—Trainor falando sobre uma de suas inspirações para a música em entrevista para a Glamour.
"All About That Bass" foi escrita por Trainor juntamente com o compositor e produtor americano Kevin Kadish em uma sessão de 40 minutos de composição feita em 2013. Na época em que a composição foi elaborada, a intérprete não possuía contrato discográfico e estava escrevendo canções para outros artistas. Quando Trainor chegou para a sessão, Kadish disse: "Eu não quero ter nenhuma regra hoje. Apenas quero escrever uma boa música". Ela concordou e decidiu criar uma obra sem pretensões, que fosse feita "para o mundo". O produtor descreveu a sessão como "um encontro às cegas", e disse, para o periódico The New York Times, que a "química de composição [entre ele e Trainor] acabou sendo muito forte". A dupla escreveu a faixa com o intuito de que ela fosse gravada por um outro artista. Em entrevista para o programa Today, a cantora disse que queria escrever uma canção que fosse reminiscente à "Lollipop", do grupo feminino Chordettes, notando que "o mundo estaria obcecado com ela" e "não a abandonaria". Kadish então propôs à Trainor que o número tivesse o título de "All Bass, No Treble", dizendo-lhe que nenhum de seus co-escritores anteriores conseguiram relacioná-lo ao tópico da música. Na época, Trainor formou uma frase que posteriormente levou à criação do gancho "Comigo é só no grave, nada de agudo". Depois de dizer à Kadish que este seria o gancho da faixa, ela sugeriu que fossem abordado assuntos como "bumbum" e gordura, os quais foram inspirados pelas diferenças entre as partes superiores e inferiores de um baixo elétrico.
Durante a sessão, a dupla discutiu sua paixão pela música dos anos 50, e decidiram incorporá-la em "All About That Bass". O gênero doo-wop também foi incluído em sua produção, pois Trainor sentiu que o estilo estava entre "as coisas mais cativantes". Kadish então desenvolveu uma batida moderna para a canção e a cantora começou a improvisar sua primeira estrofe. Ela sentiu-se incentivada pelo resultado e quis que a obra abordasse o poder feminino. As letras de Trainor para o número falariam sobre "amar seu corpo e seu bumbum", e foram inspiradas por seu esforço de aprovar sua beleza interior. Como resultado, ela escreveu "All About That Bass" como o tipo de música que desejava ter ouvido como uma adolescente insegura. Kadish também relacionou-se com o conceito lírico de Trainor, já que havia passado por inseguranças com seu peso durante sua adolescência. A artista obteve inspiração adicional na canção "Just the Way You Are", de Bruno Mars. Trainor também queria que a faixa criticasse o uso do Photoshop, depois de assistir uma reportagem no The Ellen DeGeneres Show que apresentava uma modelo que foi graficamente editada e acabou por aparecer com "braços extralongos". A matéria fez com que ela ponderasse: "Isso está ficando fora de controle. Alguém precisa dizer alguma coisa [a respeito]!". Trainor visualizou "All About That Bass" como "uma oportunidade de dizer algo para o mundo" e sentiu que era "a melhor mensagem" que ela poderia retratar. Para a publicação Entertainment Weekly, ela comentou que quando Kadish desenvolveu a linha "Vá contar isso àquelas vadias magrelas", ele sorriu e ambos trocaram olhares entre si, pensando: "Nunca vamos ganhar um centavo com isso, mas tudo bem".

## Gravação e lançamento

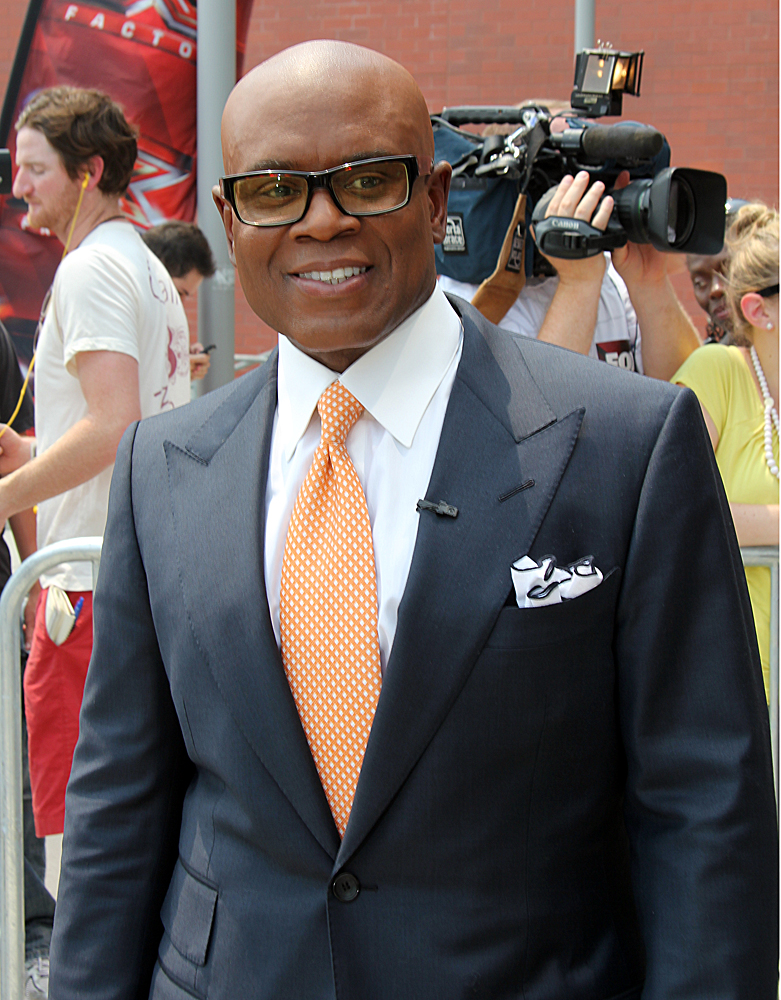
Depois de contratar Trainor para a Epic Records em fevereiro de 2014, L.A. Reid defendeu a gravação de "All About That Bass" e decidiu que a versão final deveria permanecer em sua demo com masterização adicional.

Depois de concluírem "All About That Bass", Trainor e Kadish aprovaram-na, mas duvidaram de suas perspectivas comerciais. Entretanto, a dupla decidiu enviá-la para uma variedade de gravadoras e artistas, incluindo a americana Beyoncé e a britânica Adele. As editoras criticaram a produção da faixa, e sugeriram que ela apresentasse maior apelo comercial e usasse sintetizadores e Auto-Tune. A obra também foi criticada pelas gravadoras por não conter um "grande refrão", o qual Trainor e Kadish avaliaram que era a parte mais cativante da música e decidiram não mudá-la. Em entrevista ao jornal The Guardian, a artista comentou: "Alguns artistas recebem milhares de canções e não sabem, então Beyoncé provavelmente nunca a ouviu". Na mesma entrevista, ela opinou que o número não se adequaria com Adele, devido ao uso de rap e palavrões. Kadish sugeriu que Trainor cantasse a música, dizendo-lhe que ela tinha a "voz certa" e que poderia ser a "sua canção". Depois de ouvir o produto final, a equipe da cantora convenceu-a a ficar com a canção.
Em seguida, Trainor gravou uma demo de "All About That Bass" e encontrou-se com Paul Pontius — A&R do presidente da Epic Records, L.A. Reid — para lhe apresentar a canção. Uma semana depois, ela enviou mensagens de texto para Pontius, com o intuito de chamar sua atenção, e ele perguntou-lhe se queria cantar a faixa para Reid no dia seguinte em Los Angeles. Acompanhada por seu ukulele, a cantora apresentou a obra para Reid; em entrevista para a Rolling Stone, Trainor disse que estava muito nervosa durante a interpretação e pensou que havia "estragado" sua carreira. Reid contratou-a para a Epic em fevereiro de 2014, dizendo-lhe: "Você é uma estrela pop, eu vou contratá-la e você vai balançar seu traseiro". Ele responsabilizou-se por defender a gravação da faixa e decidiu que a versão final deveria permanecer em sua demo com masterização adicional. "All About That Bass" foi gravada, produzida e mixada por Kadish em 2014, no estúdio The Carriage House, em Nolensville, Tennessee. Sua masterização foi feita por Dave Kutch, e ocorreu no mesmo ano no The Mastering Place, em Nova Iorque.
"All About That Bass" serviu como o single de estreia de Trainor, e foi distribuída como a primeira faixa de trabalho de seu primeiro extended play (EP), Title e de seu álbum de estreia com mesmo nome (2015). O seu lançamento ocorreu em 30 de junho de 2014 de forma digital na Alemanha, Áustria e Suíça. Nos Estados Unidos, a canção foi lançada nos mesmo dia nos formatos de download digital e streaming, e enviada para estações radiofônicas americanas comerciais em 1º de julho seguinte. De acordo com a Billboard, o lançamento de "All About That Bass" nos formatos de download digital e streaming foram selecionados em datas diferentes para "maximizar" as vendas digitais no Reino Unido. Neste país, a obra foi lançada para streaming em 14 de agosto de 2014, com seu lançamento digital ocorrendo em 28 de setembro do mesmo ano. Um EP apresentando "All About That Bass", "Title", "Dear Future Husband" e "Close Your Eyes" foi comercializado na Alemanha, na Áustria e na Suíça em 3 de outubro de 2014. No mesmo dia, um CD single foi editado no primeiro país apresentando "All About That Bass" e "Title".
Uma versão alternativa da canção foi gravada por Trainor, com letras selecionadas por ela, para sua transmissão na Radio Disney em território americano. Trainor e Kadish concordaram com a versão apenas se esta fosse disponibilizada na Radio Disney, sem qualquer comercialização em formato físico ou digital. Os versos "Mas sei rebolar, rebolar, como se deve", "Porque tenho o bumbum que todos os rapazes perseguem / Todas as coisas certas nos lugares certas" e "Ela diz: 'Os rapazes gostam de mais traseiro para abraçar à noite'" foram respectivamente substituídos por "Mas sei fazer, fazer, como se deve", "Porque tenho os passos suaves, eles dizem que pareço ótima / Sim, eu vou ser a estrela em todos os grandes palcos" e "Os rapazes gostam das garotas pela beleza que elas têm por dentro". Todd Glassman, vice-presidente de divulgação dos produtos da Epic, opinou que a nova edição "parecia não possuir inteligência". Phil Guerini, vice-presidente da programação da Radio Disney, sentiu que a versão alternativa assegurou o apoio do público-alvo infantil da rádio, bem como do público familiar. A nova gravação também foi usada nas estações adulto contemporâneas dos Estados Unidos. Tom Furci, assistente de programação e diretor musical da rádio WHUD, disse em entrevista para a Billboard: "Nós ficamos inicialmente relutantes, mas observando como a canção estava fazendo sucesso localmente e nacionalmente, [o diretor de programação] Steve [Petrone] e eu sentimos que deveríamos fazer isso". Furci adicionou: "Para nós, a edição foi, certamente, o caminho que deveríamos ter tomado".

## Composição
"All About That Bass" é uma canção derivada do bubblegum pop e do doo-wop, e possui uma duração de três minutos e sete segundos (3:07). Apresenta o uso de palmas, e seu arranjo musical é composto por vocais, bateria, baixo, piano, barítono, saxofone e órgão Hammond. A faixa possui o estilo retrô da música dos anos 50 e 60, e contém elementos de diversos gêneros musicais: R&B, hip hop, música tropical, country e rock and roll. Sonoramente, possui um gancho repetitivo — o qual contém um groove soul-pop característico dos anos 60 —, um andamento de forma vocalizada e uma melodia vibrante. Trainor incorpora uma entrega vocal lúdica e inexpressivamente estilística do reggae caribenho, fornecendo uma variedade de vocais de apoio e usando técnicas do rap. Melodias sem palavras são ouvidas na conclusão da música, e a cantora ecoa a linha; "grave, grave, grave" no fim do refrão, o qual é constituído pelas linhas; "Porque comigo é só no grave, só no grave, nada de agudo" sendo cantadas repetidamente. Em termos sonoros, a faixa foi comparada com harmonias de grupos femininos dos anos 60, e com trabalhos de cantoras da mesma década, como Betty Everett, Doris Day, Rosemary Clooney e Eydie Gormé. Caroline Sullivan, periodista do The Guardian, disse que a performance vocal de Trainor servia como um "cruzamento" entre as intérpretes estadunidenses Katy Perry e Taylor Swift. Jon Caramanica, do The New York Times, opinou que a artista "canta em um estilo arrastado e letárgico que codifica lugares legais e indiferentes", analisando que sua voz cotinha "a sombra mais fraca da clássica pompa soul de Adele".
A letra foi escrita por Trainor e Kadish. De acordo com a partitura publicada pela Universal Music Publishing Group, "All About That Bass" é composta na tonalidade de lá maior e definida na assinatura de tempo comum, com um ritmo de 134 batidas por minuto. Os vocais da cantora abrangem-se entre as notas de mi3 e dó ♯5, enquanto a composição possui uma sequência básica formada por lá maior, si menor e mi maior como sua progressão harmônica. Liricamente, a canção reforça a ideia de aprovar a própria aparência, e promove uma imagem corporal positiva e a auto-aceitação. As palavras "agudo" e "grave" agem como metamorfoses para o peso das mulheres magras e obesas. A linha "Vou trazer o bumbum de volta" referencia "SexyBack", de Justin Timberlake. Na faixa, Trainor critica a indústria da moda por criar padrões de beleza inatingíveis, especificamente nos versos; "Eu vejo aquela revista usando Photoshop / Nós sabemos que aquilo não é real, façam parar" e "Eu não serei a sua Barbie magra e siliconada". Sua mensagem lírica foi comparada com as das canções "We R Who We R", de Kesha, "Fuckin' Perfect", de Pink, "Brave", de Sara Bareilles e "Blurred Lines", de Robin Thicke. Chris Molanphy, da Slate, comentou que a música foi percebida por americanos como "um tipo particular de canção de protesto". L.V. Anderson, da mesma revista, destacou seu conteúdo lírico como "um pacote do poder feminino". A obra foi comparada com "Baby Got Back", de Sir Mix-A-Lot, "Anaconda", de Nicki Minaj, e "Booty", de Jennifer Lopez, por também referenciar o traseiro de uma mulher. Sullivan observou que o número servia como "o desafio de uma mulher que foi feita para sentir que seu tamanho é ruim, mas decidiu encarar seu corpo como um recurso e não um defeito", e descreveu-o como uma versão de 2014 para "Beautiful", de Christina Aguilera.

## Recepção

### Críticas profissionais
| Críticas profissionais | Críticas profissionais |
| Avaliações da crítica  | Avaliações da crítica  |
| Fonte                  | Avaliação              |
| ---------------------- | ---------------------- |
| About.com              | [ 50 ]                 |
| Digital Spy            | [ 32 ]                 |

Paul Grein, do portal Yahoo! Music, descreveu-a como "uma das maiores e melhores canções com 'mensagem' dos últimos tempos". Críticos denominaram-na como a "Canção do Verão" de 2014, cujo título foi entregue para esta em uma enquete promovida pelo programa Today em setembro de 2014. Caroline Sullivan, do jornal britânico The Guardian, declarou que a faixa foi "fundamental em subverter a noção propagada pela mídia que o únicos bumbuns sexys são os pequenos", e notou que possuía a "aura de uma vitória duramente conquistada contra a autodúvida". Beejoli Shah, do mesmo jornal, declarou que a música apresentava letras "instantaneamente memoráveis" e uma linha do baixo "viciante", porém descreveu-a como uma "canção cômica". Jon Caramanica, do jornal The New York Times, partilhou o pensamento de Shah, chamando-a de "um hit insolente" e comentou: "Ela canta 'vou trazer o bumbum de volta', embora provavelmente exista uma linha de formação para assegurá-la de que [o bumbum] nunca saiu de lugar nenhum". Evan Sawdey, da publicação PopMatters, prezou o conteúdo lírico da obra por apresentar a personalidade de Trainor "em apenas pouco mais de três minutos", e analisou que "All About That Bass" era "a candidata mais forte [para o título de] 'Canção do Verão'" e "uma das músicas mais divertidas" de 2014. Dan Reilly, resenhando para a revista Spin, descreveu o número como "bum-tástico (junção de bumbum com fantástico)".
O apelo da obra foi notado pelos repórteres da Billboard, Erin Strecker e Peters Mitchell. Gary Trust, da mesma publicação, sentiu que a canção "não soa como qualquer coisa que está [tocando] nas rádios pop atualmente", e elogiou sua batida "infecciosa" e sua imagem "divertida". Lewis Corner, do site Digital Spy, atribuiu à obra três estrelas e meia de cinco permitidas, e disse que ela "é a prova substancial de que, se você comemorar o que tem, em vez de se concentrar no que não tem, você pode percorrer um longo caminho, de fato". Kevin O'Keeffee, do periódico The Atlantic, descreveu o tema como "divertido" e "muito cativante", e partilhou o pensamento de Trust em relação ao seu som único, dizendo que sua reminiscência aos estilos retrô dos anos 50 soava como uma "raridade" nas rádios pop contemporâneas. Tehrene Firman, da revista Teen Vogue, definiu o single como "insanamente cativante" e "uma das melhores canções de verão [já ouvidas] há um bom tempo". Escrevendo para a revista New York, Lindsey Weber chamou a canção de "realmente cativante", "imparável" e "verdadeiramente repetitiva", acrescentando que "foi colocada nas listas de reprodução de mulheres da Lululemon". Emma Garland, da publicação Vice, descreveu a faixa como "inegavelmente cativante" e a "'Big Girl (You Are Beautiful)' da geração Candy Crush". Hugh McIntyre, da revista Forbes, disse que o tema era "insanamente cativante", "fácil de gostar" e "emocionante", adicionando: "Embora soe como algo que você deveria tocar para seus filhos, [a canção] possui algumas letras que mostram que Meghan não é uma criança".
Stacy Lambe, da publicação Out, escreveu que Trainor "acerta em cheio com uma música viciante", definindo a faixa como "deliciosa". Chris DeVille, da Stereogum, comentou: "Como uma canção pop projetada para infectar sua consciência e encantar as pessoas, é boa", acrescentando: "Você dançará [ao som dessa música] em casamentos, e vai amar". DeVille prezou os vocais de Trainor e definiu o número como uma "atualização moderna inteligente dos sucessos [do gênero] doo-wop", e sentiu que, liricamente, ela infundi uma ideia existente com uma perspectiva "leve". A obra foi descrita como um "hino atrevido do orgulho corporal" por Shaun Dreisbach, da Glamour, ao passo em que James Sullivan, do periódico The Boston Globe, chamou-a de "contagiosa" e "uma última candidata para o título de 'canção do verão'". Bill Lamb, do portal About.com, deu para a canção quatro estrelas de cinco atribuíveis, e disse que "seu som a torna muito irresistível". Em uma análise negativa, a revista Time nomeou "All About That Bass" como a quinta pior canção de 2014, com um editor escrevendo que ela "possui problemas mais do que fundamentais".

### Reconhecimento
"All About That Bass" foi elogiada por diversos artistas, incluindo Beyoncé, Becky G, Colbie Caillat, Maejor Ali, Miranda Lambert e T-Pain. A agência Associated Press posicionou-a na quarta colocação entre as cem melhores canções de 2014, comentando: "A canção mais viral e colorida do ano ainda parece boa meses após o seu lançamento". A revista Cosmopolitan listou-a como a 17ª melhor em uma lista que compilou as cem melhores do mesmo período, ao passo em que a PopMatters incluiu-a o 73º posto entre as 75 melhores do mesmo ano. Colin McGuire, escritor desta última, opinou: "'All About That Bass' é a prova sonora de que o pop simples sempre encontrará uma maneira de brilhar através de qualquer tendência da cultura popular, de qualquer mudança do cenário de negócios, e de qualquer tipo de apatia que obriga os esnobes a torcer o nariz para essa música descaradamente divertida". Na edição de 2014 da lista anual Pazz and Jop, "All About That Bass" foi posicionada na 23ª colocação, juntamente com "Uptown Funk", de Mark Ronson e Bruno Mars. Foi ainda indicada em categorias de diversas premiações, como Melhor Canção com Mensagem Social no Prêmio da MTV Europeia de 2014 e Canção Favorita no Prêmio Escolha da Audiência de 2015, perdendo para "Pretty Hurts", de Beyoncé, e "Shake It Off", de Taylor Swift, respectivamente. Durante os Prêmio Grammy de 2015, a canção recebeu indicações nas categorias Gravação do Ano e Canção do Ano, perdendo em ambas para "Stay with Me", de Sam Smith. No Prêmio Billboard de Música realizado no mesmo ano, o número foi indicado nas categorias de Maior Canção na Hot 100, Maior Canção Digital e Maior Canção Streaming (Video), vencendo as duas primeiras.

## Controvérsias

### Alegações de antifeminismo
Bem, eu não critico as pessoas magras! Eu nunca iria envergonhar uma pessoa magra! Eu não sei quem gostaria [de envergonhar uma pessoa magra]. Eu acho que elas param de ouvir imediatamente depois que eu digo 'vadias magrelas' e desligam. Mas eu digo: 'Não, estou brincando, eu sei que se acham gordas'. Por exemplo, eu tenho amigas magras e algumas delas ficam na frente do espelho e dizem: 'puxa, eu sou grande'. E eu fico na frente do espelho e digo: 'Jesus! Se vocês são grandes, o que eu sou?'. Isso não é certo. Eu estava tentando dizer isso. Houve uma conta no Twitter que fez um blog dizendo: 'Esta é uma canção de humilhação corporal'. Eu fiquei tipo, 'Oh meu Deus, tudo bem'. Eu não entendo. Eu nunca iria envergonhar uma pessoa magra. Não faz sentido.

—A artista defendo o conceito da canção em entrevista para a página Popjustice.
Parte do conteúdo lírico da canção tornou-se centro de controvérsia entre críticos musicais, que sentiram que a faixa não promovia a imagem correta de auto aceitação corporal como Trainor esperava. A cantora foi acusada de antifeminismo, apropriação cultural e de humilhar as mulheres magras na canção, especificamente nas linhas "Vou trazer o bumbum de volta / Vá contar isso àquelas vadias magrelas" e "Minha mãe me disse para não me preocupar sobre o tamanho / Ela diz: 'os rapazes gostam de mais bumbum para abraçar à noite'". Kelsey McKinney, da página Vox.com, sentiu que se "alguns versos de 'All About That Bass' levantam ideias de positividade corporal e autoestima [outras partes da letra] destroem esses ideais em outras pessoas ao criticar outras mulheres". Hilary Crosley, escritora do portal Jezebel, explicou: "[A música prega que] você não deve se preocupar com seu tamanho. Mas, de novo, amar a si mesmo porque os caras gostam do que você está fazendo, [isso] é uma forma muito frágil de autoaceitação. Na verdade, não é realmente auto-aceitação [ter que] depender de outras pessoas [para] achar que você é gostosa".
Chloe Angyal, do portal Feministing, sentiu que o que fez "All About That Bass" ser problemática foi a definição limitada de aprovar seu próprio corpo, e criticou seu ideal de promover a imagem corporal: "Você pode gostar [de seu corpo] contanto que os homens [também] gostem, e você pode [demontrar] amá-lo ao criticar o corpo de outras mulheres". L.V. Anderson, da revista Slate, sentiu que a canção exibi uma "mensagem sexista e falsamente feminista". Anderson negativou as letras da faixa por "reforçarem a ideia de que as mulheres foram feitas para o prazer dos homens, e serem desejadas por homens é crucial para a autoestima de uma mulher", analisando: "Ela diz que com ela é 'só no grave', mas parece ser 'só nos garotos'". Chris Molanphy, da publicação supracitada, partilhou o pensamento de Anderson e disse que a música "elevou o amor do homem pelas partes inferiores das mulheres, [deixando-o] acima da apreciação das mulheres pelos homens". Katie Hasty, da HitFix, sentiu que a execução da mensagem lírica da faixa falhou, notando: 'Minha mãe me disse...' é um clichê que funciona com esse tipo de canção pop. Mas, parafraseando, 'a aceitação corporal vem dos desejos sexuais dos homens, e não de dentro das mulheres' significa que a sua mãe precisa falar algo diferente". Um escritor da página ChicagoNow questionou a tática "perigosa" de Trainor em envergonhar as mulheres magras para elevar [a auto estima d]as mulheres gordas com a canção, e opinou: "Insultar qualquer tipo de corpo — mesmo se esse corpo for o 'padrão' — é errado". Yomi Adegoke, jornalista do The Independent, disse que o fato de a música substituir um ideal por outro era uma má representação da positividade corporal, e sentiu que a execução da ideia de que "homens de verdade amam curvas" foi um insulto.
Beejoli Shah, do The Guardian, sentiu que as letras de "humilhação às magras" eram desnecessárias e analisou que a conversa de Trainor sobre seu corpo ajudou a normalizar a anorexia entre adolescentes. Shah elaborou: "Se 'All About That Bass' for um hino de aceitação corporal para as garotas obesas, relaxe: praticamente tudo da música pop das últimas seis décadas têm sido um hino para as garotas magras". Caroline Sullivan, do periódico supracitado, disse que "o fato de que os críticos sentiram-se ofendidos com o conteúdo lírico manifestou a delicadeza da questão da imagem corporal". Em resposta às alegações antifeministas, Trainor disse em entrevista para a Billboard: "Não me considero uma feminista, mas estou disposta a ver que minha primeira oportunidade de dizer algo ao mundo esteja sendo tão significativa. Se você me perguntasse: 'O que você diria sobre?' seria, 'Ame-se mais.'". Em uma entrevista televisionada para o programa Today, ela disse: "Eu não trabalhei duro [escrevendo a canção] para odiar as pessoas magras, eu escrevi-a para ajudar minha confidência corporal — e ajudar os outros".

### Supostas alegações de plágio
Em agosto de 2014, "All About That Bass" foi acusada pelos fãs do grupo sul-coreano Koyote de ser um plágio de "Happy Mode", canção lançada por eles em 2006. Jed Ahern, do Channel V Australia, disse: "As duas faixas possuem uma melodia praticamente idêntica, com a canção de Trainor substituindo aparentemente alguns dos sintetizadores [de 'Happy Mode'] com o doo-wop". Ao descobrir a semelhança entre as duas músicas, Joo Young-hoon, compositor de "Happy Mode", desconsiderou a controvérsia através de seu Twitter, dizendo: "Deve ser coincidência". Entretanto, em 26 de agosto de 2014, Young-hoon comentou na rede social supracitada que estava consultando um juiz especializado em relação ao assunto, relacionado a mensagem com um artigo publicado no portal Naver que destacou que as duas obras são "supreendentemente similares" em termos de melodia, ritmo e andamento. Marah Ekin, do The A.V. Club, escreveu que a semelhança entre as canções era "muito impressionante". Ryan Broderick, escritor da página BuzzFeed, disse que ambas possuíam uma melodia parecida com a de "Contact", de Phish, enquanto James Rettig, da Stereogum, comentou: "Em qualquer caso, ['Happy Mode'] serve como um bom remix [para 'All About That Bass']".

## Vídeo musical

### Desenvolvimento e lançamento
O vídeo musical de "All About That Bass" foi dirigido por Fatima Robinson e coreografado por Charm La'Donna e filmado entre os dias 8 e 9 de maio de 2014. Robinson conceituou o estilo do vídeo através de conversas com Trainor: "Eu quero fazê-lo com cores pasteis porquê é a nova moda do verão. E acho que ficaria bonito se você apresentasse um estilo 'garota inocente', dançando e balançando o traseiro" — um conceito aprovado pela cantora. Robinson e Trainor queriam que o material fosse o mais divertido possível, para que ele se relacionasse com os temas líricos da canção. Em entrevista para o Cape Cod Times, a musicista disse: "Eu não sei dançar. [Robinson] me transformou em uma estrela rock em dois dias". Ao receber o conceito do vídeo, a artista chorou; em entrevista para a Rolling Stone, ela disse: "Eu não irei fazer isso nunca mais". Como resultado, Trainor fez diversas edições no material, pois desaprovou certas tomadas e sentiu que seu rosto parecia "estranho" em algumas delas. Posteriormente, aprovou a edição final do projeto e sentiu que esta apresentava-a como uma "estrela pop". Para o The Boston Globe, a intérprete disse: "Eu imaginei-o como um desenho animado que iria ser reproduzido ao longo do dia, e seria adorável". Entretanto, o vídeo tornou-se "maior do que nós esperavamos, como se eu, infelizmente, tivesse que me vestir daquele jeito agora".
As redes sociais desempenharam um papel importante na forma de como o vídeo musical foi feito e comercializado. Robinson descobriu um dos dançarinos do vídeo, Sione Maraschino, através do serviço de compartilhamento de vídeos online, Vine, no qual Maraschino ganhou popularidade. Ele mais tarde compartilhou o vídeo de "All About That Bass" em suas contas no Twitter e no YouTube, um fator que contribuiu para que a gravação se tornasse viral. Em entrevista para a Billboard, Trainor discutiu a coreografia relizada na obra: "Eu nunca dancei na frente de pessoas, e só queria saber onde posicionar meus braços. Mas, Charm é o prodígio com o qual [Fatima] cresceu, e ela configurou muitos daqueles passos de dança, me ensinou como dançar e 'ter certeza de [que iria] gostar!'. Fatima aparecia e dizia 'tudo bem, corrija isso' ou 'muito bom'". O trabalho estreou em 10 de junho de 2014, através da página musical Idolator, sendo disponibilizado para download digital dois dias depois na iTunes Store de diversos países, como Austrália, Brasil, Canadá e Estados Unidos.

### Sinopse

Na cena acima, Trainor está sentada em uma mesa cheia de cupcakes e doces ao lado de um homem; ela está caracterizada como Barbie e ele como Ken — namorado da Barbie na linha de brinquedos. Como outras partes do vídeo, esta é uma referência à letra.

Visualmente, o vídeo é composto por cores vivas e coreografias, e possui um tema retrô inspirado nos anos 50. Trainor aparece vestindo um figurino incaracteristicamente vintage, formado por blusas azuis e meias brancas. O trabalho inicia-se com a artista dançando em frente a um cenário cor de rosa pastel. Ela está caracterizada com um suéter azul escuro, o qual é sobreposto em uma blusa azul, e usa uma tiara em sua cabeça. Em seguida, o vídeo alterna-se para uma cena na qual a cantora está usando uma outra tiara composta por rosas e um vestido rosa que possui uma gola da mesma cor. A gravação retorna à cena original na qual Trainor pratica passos de dança com quatro dançarinas que usam figurinos semelhantes ao seu. As cinco mulheres mais tarde são vistas dançando enquanto sentam em cadeiras. Esta rotina de dança é intercalada com tomadas nas quais Maraschino usa uma camisa branca e uma bermuda de cor azul escuro e faz diversos tipos de dança, incluindo acrobacias split. No segundo gancho, são intercaladas cenas em que são vistas três mulheres batendo palmas; elas usam perucas de cor loiro platinado que cobrem suas testas e olhos.
Em outras sequências, Trainor é vista com uma blusa branca e cabelo solto, enquanto canta na frente de diversos balões coloridos, bem como deitada em uma variedade de cortinas coloridas. A cantora também aparece em uma mesa de jantar com diversos doces, oferecendo um cupcake para um homem infeliz e fazendo-o sorrir com suas mãos. Em uma cena separada, duas crianças aparecem brincando com bonecas em uma casa de bonecas, além de também dançarem em um quarto e andarem em bicicletas. Trainor também é vista ao lado da casa de bonecas e, durante a linha "Eu não serei a sua Barbie magra e siliconada", ela joga uma boneca para o outro lado do quarto. Em certas tomadas, outras mulheres são vistas sorrindo enquanto seguram revistas que apresentam seus rostos na capa.

### Recepção
O sucesso do vídeo musical fez com que "All About That Bass" se tornasse um hit viral. Jim Farber, do New York Daily News, observou que "abaixo do vídeo de 'All About That Bass' no portal YouTube, a seção de comentários [aparece] 'debatendo' o tamanho [de Trainor] — [se] ela é muito grande? muito pequena? — [essa discurssão] conquistou vida própria". Foi o vídeo musical mais visto no YouTube durante os meses de setembro e outubro de 2014, sendo o nono mais visto no site em 2014. Adicionalmente, converteu-se no segundo vídeo musical mais visto na plataforma Vevo em 2014, ficando apenas atrás de "Fancy", parceria de Iggy Azalea e Charli XCX. Consequentemente, em agosto de 2015, alcançou um bilhão de visualizações na página, fazendo de Trainor a quinta artista a obter tal marca, depois de Justin Bieber, Katy Perry, Taylor Swift e Enrique Iglesias. O vídeo foi recebido de forma predominantemente positiva por críticos musicais, com Paul Grein, escritor do Yahoo! Music, opinando que ele seria indicado na categoria de Melhor Vídeo com Menssagem Social no Prêmio da MTV de 2015. Joanna Coles, da publicação Cosmopolitan, declarou que os leitores e os editores da revista visualizaram Trainor como uma "embaixadora que abraça a criatividade a individualidade". Evan Sawdey, da PopMatters, descreveu o projeto como "divertido e dinâmico". Jon Caramanica, do The New York Times, comentou que o material "reforçou" a canção e chamou-o de "vívido". Robbie Daw, do portal Idolator, elogiou a rotina de dança "memorável" e a estética vintage do clipe. Kevin O'Keeffee, do The Atlantic, e A. Pawlowski, do programa Today, sentiram que o vídeo era "divertido". Stacy Lambe, da Out, definiu-o como um "pop retrô que faz você querer dançar no sofá". De acordo com Erin Kean, do site Salon.com, o vídeo musical reforçou altas vendagens para a canção.
Lauren Valenti, da revista Marie Claire, sentiu que a obra acabou com os padrões inatingíveis da indústria de beleza. Marlow Stern, do The Daily Beast, adjetivou-o de "entusiasmante", ao passo em que Brian Mansfield, do USA Today, descreveu-o como "um encontro entre 'Baby Got Back' e Beauty School Dropout'". Chris DeVille, da Stereogum, comentou que "o vídeo, entre todos os pontos fracos, é bonito e eficaz". Katie Hasty, da HitFix, o definiu como "adorável", mas criticou Trainor por "moldar sua bem intencionada letra de 'eu sinto sua luta' contra outro estereótipo e a representação de 'vadia magra' como uma garota insípida, divertida e vaidosa". Hasty adicionou: "As meninas binárias e distintivas com [coisas] graves tornam-se agudas, em meio a uma música que propositalmente celebra as garotas cheinhas como superiores". Andrew Hampp, repórter da Billboard, descreveu o clipe como "maliciosamente satírico". Julie Zeilinger, da mesma publicação, analisou o projeto de forma negativa, e disse que Trainor estava "imitando vídeos musicais da 'Barbie magra' que sua canção referencia". Zeilinger opinou que a imagem corporal do trabalho deveria ter transmitido uma mensagem diferente, e opinou que a intérprete "aponta o foco sobre a aparência das mulheres (...) ao focar-se na aparência das mulheres". Emma Garland, da Vice, resenhou que o vídeo era divertido, seguro e facilmente saboroso. Entretanto, ela sentiu que o clipe não precisava de muitos pensamentos e criticou sua coreografia, analisando-a como "o que as estudantes do segundo [grau escolar] inventariam". A revista The Fader posicionou o trabalho como o terceiro melhor ato musical que praticou apropriação cultural em 2014, em uma lista que compilou os oito melhores.

## Apresentações ao vivo

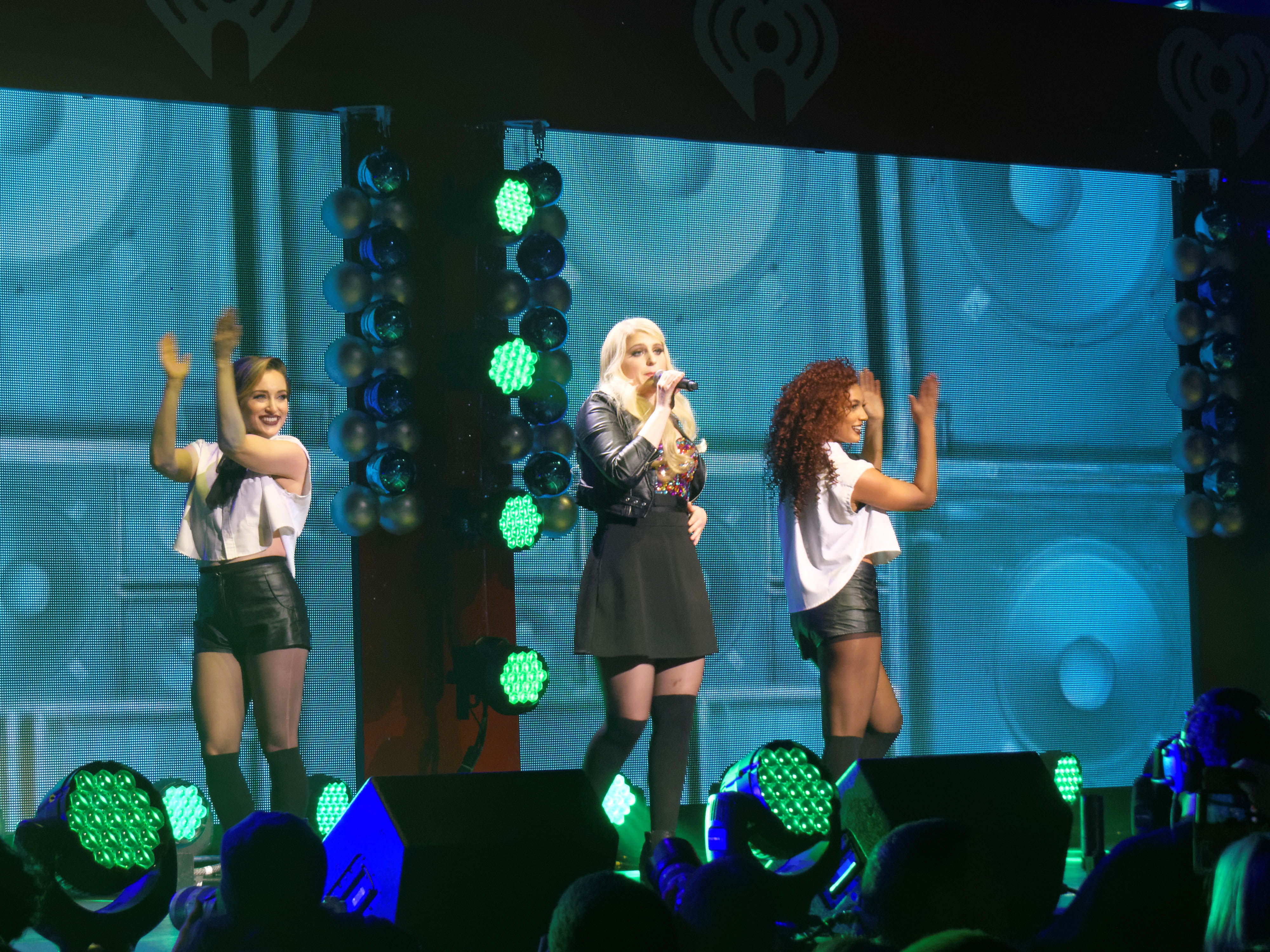
Trainor apresentando "All About That Bass" durante o Jingle Ball 2014

Trainor apresentou "All About That Bass" ao vivo pela primeira vez em Nashville, em um concerto feito por Emily West no dia 16 de julho de 2014, e fez sua estreia televisiva durante o programa Live! with Kelly and Michael, em 7 de agosto seguinte, no qual também apresentou a canção. Em 2 de setembro, a artista cantou a faixa de forma acústica para o Entertainment Tonight, acompanhada por seu ukulele. Dois dias depois, interpretou-a no The Tonight Show Starring Jimmy Fallon acompanhada por um triângulo. A apresentação, cuja instrumentação foi composta por materiais para crianças, contou ainda com Jimmy Fallon e The Roots. Dan Reilly, da Spin, descreveu-a como uma "re-produção adorável [de seu vídeo musical]", e comentou: "É uma aposta segura de que você estará ouvindo essa performance de 'All About That Bass' diversas vezes na sua cabeça ao longo da semana". Ryan Reed, da Rolling Stone, disse: "A interpretação improvável foi boa como a original, com a percussão esparsa e harmonias de doo-wop ancorando as linhas amáveis de Trainor". Escrevendo para o The Wire, Kevin O'Keeffe definiu a apresentação como "leve", "divertida" e a descreveu como o "antídoto perfeito para as sextas-feiras", ao passo em que Samantha Grossman, da Time, sentiu que a performance "levou a canção para outro nível" e resenhou que o uso de um kazoo fez a música soar "muito melhor". Em 11 de setembro, Trainor cantou a obra no The Ellen DeGeneres Show, no qual ela foi presenteada com uma placa de platina feita pela Recording Industry Association of America (RIAA), denotando vendas de um milhão de unidades da canção em território americano. Quatro dias depois, a artista fez a sua estreia na televisão australiana, apresentando o número no The X Factor do país. Em 18 de setembro, a Billboard divulgou uma mistura de "All About That Bass" e "Shake It Off", de Taylor Swift, a qual havia sido previamente apresentada por Trainor para a rádio australiana 2Day FM. Um jornalista da revista, Erin Strecker, escreveu: "O resultado não é uma grande surpresa — misture duas faixas super-cativantes, e o resultado é, com certeza, uma faixa cativante".
Em 5 de novembro de 2014, Trainor apresentou "All About That Bass" em forma de dueto, com a cantora country Miranda Lambert, durante a cerimônia do Prêmio de Assoaciação da Música Country. Lambert havia regravado a canção ao vivo previamente. Para a performance, a dupla vestiu saias estilísticas dos anos 50. Joe Lynch, da Billboard, sentiu que "foi a releitura mais country [da canção], mas [que foram] acrescentados violinos e guitarras suficientes para [tornar a apresentação] apropriada para o prêmio". Andrew Unterberger, escritor da Spin, sentiu que o dueto e sua respectiva dança soou "estranha", e comentou: "Não foi divertido para ninguém, com a notável exceção do marido de Lambert, Blake Shelton, que foi bombeado". Whitney Self, da Country Music Television, disse que a performance da dupla foi "uma das apresentações mais comentadas pela mídia de massa". Self descreveu o concerto como "elétrico" com um "certo estilo", e observou que "a multidão aprovadora aplaudiu, dançou e cantou junto [com Trainor] e Lambert". Natalie Finn, do E!, definiu o dueto como "feroz" e declarou que as vozes das duas cantoras "encaixavam-se perfeitamente". Após a apresentação, o cantor Brad Paisley caminhou até a plateia e disse para Trainor que sentiu que ela pertencia à música country. Em 26 do mesmo mês, a intérprete cantou um medley formado por "All About That Bass" e "Lips Are Movin" durante a final da nona temporada de Dancing with the Stars USA. Ela também incluiu a primeira como parte de seu repertório no show do Jingle Ball 2014, feito em 10 de dezembro. Em 13 de dezembro seguinte, a faixa foi apresentada durante o último episódio da décima primeira temporada do The X Factor UK, com os finalistas Andrea Faustini, Fleur East e Ben Haenow. A performance recebeu aplausos de pé dos jurados da competição. Trainor o incluiu na lista de faixas de suas turnês de concerto That Bass Tour e MTrain Tour de 2015, bem como a The Untouchable Tour' (2016).

## Impacto cultural
Josh Duboff, da Vanity Fair, escreveu que "All About That Bass" havia alcançado "o estado de marco essencial na cultura pop". O periódico The New York Times descreveu-a como "um fenômeno cultural". O Yahoo! publicou que a música foi o assunto mais procurado no website em 2014. De acordo com o The Guardian, a canção fez com que Trainor fosse vista como uma "garota propaganda para as mulheres obesas" e "o emblema do pop de auto-aceitação". Repórteres da Billboard analisaram que o sucesso da faixa fez com que a cantora se transformasse em "uma estrela virtual do dia para a noite" e uma das "maiores revelações" de 2014. Em uma outra publicação, a revista analisou que a canção tornou-se "um assunto frio entre meninas jovens e [seus] pais". Em um comunicado de imprensa, Trainor disse: "Algumas garotas ficam tipo: 'Eu me odiava. Eu odiava a vida. Eu não queria ir à escola. Eu me intimidava. E então eu ouvi sua música e chorei". Com o sucesso da obra, seu co-compositor e produtor, Kevin Kadish, foi contratado pela Sony/ATV Music Publishing em outubro de 2014. Martin Bandier, chefe executivo da empresa, declarou: "'All About That Bass' é claramente uma das maiores canções do ano, e sabemos que virá muito mais dele [Kadish]". De acordo com a Billboard, o sucesso da obra "também trouxe elogios" para a gravadora Epic Records, tornando-se o primeiro número um da editora na Billboard Hot 100 desde "Beautiful Girls", lançada em 2007 por Sean Kingston.
O sucesso de "All About That Bass" fez com que a revista Vogue afirmasse: "Nós estamos oficialmente na 'Era do Bumbum Grande'". Em 23 de setembro de 2014, Steven J. Horowitz, da Billboard, escreveu que "músicas de traseiro" haviam "retornado [ao] mainstream graças à canções como 'Booty', de Jennifer Lopez, e 'All About That Bass', de Meghan Trainor". Erika Ramirez, da revista supracitada, classificou a faixa como o quinto maior momento do ano de 2014 no bumbum, e definiu-a como "a música de amor próprio mais cativante" de 2014. O lançamento aproximado de "Anaconda", de Nicki Minaj, e de "All About That Bass" no Reino Unido resultou em uma batalha nas tabelas musicais, descrita por periódicos britânicos como "a luta das canções de traseiro". Steve Knopper, escritor da Rolling Stone, comentou: "Se assumirmos que a mais recente tendência 'cante sobre seu bumbum' na música pop finalmente alcançou sua, bem, conclusão, a vencedora inquestionável é 'All About That Bass', de Meghan Trainor". Sullivan opinou que as três canções "sinalizaram uma mudança de pensamento na história da música pop, onde artistas femininas frequentemente sofreram 'controle' da sociedade por seus tamanhos". O jornal The Independent analisou que as faixas ajudaram as "curvas" a alcançarem a vanguarda da cultura pop. Em 11 de novembro de 2014, foi noticiado que a companhia estadunidense Booty Pop obteve um aumento de 47% em sua demanda como resultado. Matthew Schulman, médico de Nova Iorque, disse para a Billboard que o número de cirurgias plásticas no traseiro feitas no Brasil cresceu cerca de 25% em 2014. Kelly Brabants, empresária de Boston e instrutora de ginástica, comentou em entrevista para a revista que ela enfrentou uma lista de espera em sua classe Booty by Brabants. Barbants opinou: "Não se trata mais de ser magra e fina, agora toda garota quer ter um bumbum". O tema também foi incluído na trilha sonora da telenovela brasileira I Love Paraisópolis (2015) e no jogo eletrônico Just Dance 2016.

### Paródias
De acordo com a Billboard, "o estado de grande sucesso [da canção] iniciou uma série de vídeos virais e homenagens musicais". Em 1º de dezembro de 2014, o elenco da série humorística canadense This Hour Has 22 Minutes fez um vídeo parodiando a música, lançando-o como um anúncio político apoiando o partido conservador do pais e criticando o líder do partido liberal, Justin Trudeau; esta gravação foi intitulada de "Just a Pretty Face". Em 7 do mesmo mês, a Nerdist Industries lançou uma paródia da canção, intitulada "All About That Base: No Rebels". Com um tema de Star Wars, a paródia apresentou homens, representados como stormtroopers, fazendo coreografias ao lado de líderes de torcida vestidas em roupas inspiradas pelo personagem Darth Vader. Mitchell Peters, da Billboard, opinou que esta versão era "cativante" e "hilária". Cinco dias depois, a NASA divulgou uma paródia intitulada "All About That Space", que tornou-se viral. O vídeo apresentou estagiários da agência dançando no Johnson Space Center, situado em Houston. A paródia também apresentou letras alteradas, que foram escritas por Sarah Schilder. Considerada "maravilhosamente idiota" por Lee Moran, do New York Daily News, a versão da NASA obteve mais de um milhão de visualizações em quatro dias. As paródias levaram a revista Time a publicar um artigo intitulado "Sem mais paródias de 'All About That Bass', por favor" em 15 de dezembro seguinte.

### Outras versões
Em 4 de agosto de 2014, a banda masculina estadunidense, Emblem3 apresentou uma regravação acústica de "All About That Bass". Em 13 do mesmo mês, o grupo The Roots regravou a faixa durante o programa The Tonight Show With Jimmy Fallon, cuja versão foi descrita como "angelical" por Chris Payne, da Billboard. No mesmo mês, o cantor canadense, Michael Bublé divulgou uma regravação da música em sua conta no Instagram. As regravações feitas por Meghan Tonjes e Power Music Workout conseguiram alcançar as colocações de número 70 e 13, respectivamente, na parada britânica de singles, em setembro de 2014. Em 7 de outubro seguinte, o executivo musical inglês, Simon Cowell lançou sua regravação da canção na Internet. Oito dias depois, o canadense, Justin Bieber postou sua versão de "All About That Bass" em sua conta no SoundCloud. Esta foi produzida por Maejor Ali e apresenta as novas linhas "Comigo é só no grave, nada de agudo / Vamos levar isso para um outro nível" e "Nós sabemos que aquilo não real / Sabemos que está com Photoshop". Antes do lançamento desta versão, Ali divulgou em seu Instagram um vídeo no qual Bieber dançava ao som da canção original. Adicionalmente, o produtor havia desenvolvido em agosto de 2014 seu próprio remix da canção, o qual era derivado da música house. Em entrevista para a Billboard, Ali disse: "Eu havia divulgado essa música como um remix produzido por mim. Pouco depois que Meghan ouviu [esta versão], Justin [também] ouviu, e rapidamente eles me pediram para tirar a minha versão para que a colaboração [entre eles] pudesse acontecer. E essa é a parte mais louca".
Em setembro de 2014, Kate Davis fez uma regravação de "All About That Bass" tocando contrabaixo, contando com a participação do pianista Scott Bradlee. Em três meses, esta versão, intitulada "All About That (Upright) Bass", obteve oito milhões de visualizações no canal de vídeos de Bradlee, Postmodern Jukebox. Em 24 de outubro seguinte, Avi Kaplan, do grupo Pentatonix, divulgou sua regravação na Internet. Sua versão foi positivamente recebida por James Grebey, da revista Spin, que escreveu que "a canção de Meghan Trainor soa muito diferente com algumas oitavas mais baixas", acrescentando que "nós achamos que isso possa ser apenas uma melhoria". Mais tarde, a obra foi regravada pela cantora jamaicana-estadunidense Anita Antinette, participante da sétima temporada da competição musical The Voice. Sua versão foi prezada pelos jurados do programa, Pharrell Williams e Adam Levine, e segundo Ashley Lee, da Billboard, a versão de Antoinette deu "um toque reggae" para a original. Amber Riley e Noah Guthrie também apresentaram a obra durante o episódio "Transitioning" da sexta temporada da série Glee, exibido em 13 de fevereiro de 2015.

## Faixas e formatos
O download digital de "All About That Bass" apresenta apenas a faixa, enquanto o CD single contém esta e "Title". Um extended play (EP) contém ambas as canções, além de "Dear Future Husband" e "Close Your Eyes".
| - CD single 1. "All About That Bass" — 3:07 2. "Title" — 2:54 - Download digital 1. "All About That Bass" — 3:07 | - Extended play (EP) digital 1. "All About That Bass" — 3:07 2. "Title" — 2:54 3. "Dear Future Husband" — 3:04 4. "Close Your Eyes" — 3:40 |

## Créditos
Lista-se abaixo os profissionais envolvidos na elaboração de "All About That Bass", de acordo com o encarte do EP Title:
Gravação e gestão
- Gravada e mixada nos estúdios The Carriage House (Nolensville, Tennessee)
- Masterizada nos estúdios The Mastering Palace (Nova Iorque)
- Publicada por Year of the Dog Music (ASCAP), uma divisão da Big Yellow Dog, LLC / Over-Thought Under-Appreciated Songs (ASCAP)

Equipe
| - Meghan Trainor: composição, vocalista principal, vocalista de apoio, palmas, percussão - Kevin Kadish: composição, produção, bateria, programação de bateria, guitarra elétrica, baixo, desenho de som, mixagem, gravação, engenharia | - David Baron: piano, barítono, saxofone, órgão Hammond - Dave Kutch: masterização |

## Desempenho comercial
A cada ano, a música pop lança uma música que captura a afeição do público. Geralmente, é uma canção que sobe nas tabelas musicais, inicialmente com pouca fanfarra, antes de dominar as rádios, a internet, a televisão e o mundo com sua atitude de se sentir bem. Em 2014, Meghan Trainor conquistou esse feito com seu infeccioso hino bubblegum pop/doo-wop 'All About That Bass', e sua mensagem já conquistou uma escala global, atingindo o top 10 em quase 70 países ao redor do mundo.

— Lewis Corner, do Digital Spy, discutindo o sucesso da faixa.
Um sucesso inesperado, "All About That Bass" atingiu a primeira colocação nas tabelas musicais de 58 países, comercializando onze milhões de unidades ao redor do mundo e tornando-se um dos singles mais comprados digitalmente em 2014. Jacob Bernstein, do The New York Times, atribuiu o sucesso comercial da canção a sua positividade corporal. O profissional escreveu: "Questões de imagens corporal são recursos infinitamente renováveis para estrelas pop e seus fãs adolescentes. Particularmente nesta era centrada no Instagram e no selfie". Nos Estados Unidos, a obra debutou na octogésima quarta posição da Billboard Hot 100, durante a semana de 26 de julho de 2014. Ascendeu-se no periódico durante quatro semanas consecutivas antes de saltar vinte colocações para o número oito na atualização de 16 de agosto de 2014. Na semana seguinte, pulou para a quarta posição, chegando à vice-liderança na edição de 30 de agosto de 2014 e vindo a retornar ao segundo posto. Durante a edição de 20 de setembro, "All About That Bass" conseguiu chegar ao topo da tabela, substituindo "Shake It Off", de Taylor Swift. O jornalista da Billboard, Gary Trust, analisou que a performance de Trainor durante o programa The Tonight Show Starring Jimmy Fallon, na semana anterior, ajudou a "agitar a publicidade" para que a faixa ascendesse ao primeiro lugar. A ascensão da canção naquela semana foi apoiada por 312 mil vendas digitais, 13.1 milhões de streaming e uma audiência de 103 milhões de espectadores em rádios de todos os gêneros. Consequentemente, Trainor converteu-se na 21ª cantora a atingir o topo da Billboard Hot 100 com seu single de estreia.
Em 20 de setembro seguinte, "All About That Bass" tornou-se a quarta canção na história da Billboard Hot 100 a ser a mais bem sucedida simultaneamente nas tabelas digitais, radiofonicas e de streaming. Obteve o maior número de downloads digitais durante quatro semanas consecutivas, um êxito que havia sido conquistado pela última vez em 2004 por "Leave (Get Out)", de JoJo. Foi ainda a canção com o maior número de reproduções radiofônicas por cinco edições seguidas, sendo o primeiro single de estreia de uma cantora a conquistar este feito desde "Foolish", lançada por Ashanti, em 2002. Em 12 de novembro de 2014, foi noticiado pela Billboard que a canção havia retornado à primeira posição da tabela digital, devido a um crescimento de 43% em suas vendas digitais. A revista analisou que o crescimento aconteceu devido ao dueto feito por Trainor e Miranda Lambert no Prêmio de Associação a Música Country; realizado naquela semana, acumulando 190 mil downloads digitais. Com oito semanas consecutivas no topo da Billboard Hot 100, "All About That Bass" conquistou o maior período em que um single lançado pela Epic Records conseguiu liderar no periódico, superando os recordes anteriormente detidos por "Billie Jean" e "Black or White", lançadas respectivamente em 1983 e em 1991 por Michael Jackson. Ainda marcou o maior tempo que uma artista feminina permaneceu no topo do gráfico em 2014, obtendo o maior período de uma cantora no topo da tabela desde "Royals", lançada no anterior por Lorde.
"All About That Bass" liderou um top cinco feminino da Billboard Hot 100 por seis semanas consecutivas, superando o recorde de quatro semanas detido por Monica, Brandy, Britney Spears, Deborah Cox, Whitney Houston, Faith Evans e Sarah McLachlan em 1999. A canção permaneceu no topo da parada de streaming, da digital e de rádio por nove, oito e três edições, respectivamente. A faixa é um dos seis singles — sendo o único de estreia — a permanecer nas duas primeiras ocupações da tabela por 15 semanas. Juntamente com "Shake It Off", "All About That Bass" ocupou as duas primeiras colocações do periódico por 14 semanas, marcando o maior período em que este feito foi conquistado; o recorde anterior de permanência nestas posições, obtido em 1964, pertencia à Lesley Gore e o grupo Beatles. Como resultado, a obra foi a oitava mais bem sucedida na tabela em 2014 e foi certificada como diamante pela Recording Industry Association of America (RIAA). Durante sua estadia no topo da Billboard Hot 100, a música comercializou um milhão e oitocentos mil exempláres, tendo vendido mais de quatro milhões de cópias em território americano ao final de 2014. Até fevereiro de 2015, acumulou vendas de quatro milhões e seisentos mil downloads digitais nos Estados Unidos. No ano seguinte, finalizou na posição 28 como a mais bem sucedida. De acordo com a Billboard, é a 69ª música com melhores resultados já obtidos na parada desde sua estreia, em 1958.
No Canadá, "All About That Bass" estreou na posição de número oitenta e dois em sua tabela de singles, durante a edição de 26 de julho de 2014. Atingiu o pódio do periódico na semana de 20 de setembro de 2014, antes de ser substituída por "Shake It Off" na semana seguinte. Entretanto, veio a substituir "Shake It Off" reassumindo o topo novamente e permanecendo na primeira colocação por oito semanas não-consecutivas. Convertendo-se no sétimo single mais adquirido no país em 2014, "All About That Bass" foi certificada como platina sêxtupla pela Music Canada, denotando vendas de quatrocentas e oitenta mil cópias, e comercializando cerca de quatrocentas e oito mil unidades em território canadense até janeiro de 2015. No México, a faixa permaneceu no topo da tabela airplay por duas semanas seguidas e foi posteriormente certificada como platina e ouro pela Asociación Mexicana de Productores de Fonogramas y Videogramas (AMRPOFON), denotando noventa mil downloads digitais. A obra debutou na trigésima sexta posição da tabela australiana de singles da ARIA em 3 de agosto de 2014; no dia 17 chegou a liderança, ficando por um total de quatro semanas não-consecutivas na colocação. Foi certificada como platina sétupla pela Australian Recording Industry Association (ARIA), indicando vendas de trezentos e cinquenta mil cópias. Tornou-se a segunda composição mais adquirida de 2014 no país. Na Nova Zelândia, estreou na posição catorze em 4 de agosto, chegando à primeira duas semanas depois e acumulando seis semanas não-consecutivas no ápice. Recebeu ainda uma certificação como platina tripla pela Recorded Music NZ (RMNZ), denotando quarenta e cinco mil exempláres comercializados. Foi a segunda faixa mais vendida de 2014 na região.
Na Irlanda, iniciou seu percurso no número setenta e seis na parada da Irish Recorded Music Association na edição de 14 de agosto de 2014. Em 2 de outubro, substituiu "Prayer in C", de Lilly Wood and the Prick e Robin Schulz, no topo, mantendo-se por quatro semanas consecutivas. "All About That Bass" estreou na posição setenta e cinco na parada britânica de singles. Suas vendagens de quatro mil unidades naquela semana foram impulsionadas somente por streaming. Em 13 de setembro de 2014, a Billboard mencionou que a funcionalidade "navegar" do Spotify contribuiu substancialmente para os streamings naquele país. De acordo com a revista, durante suas seis primeiras semanas de disponibilidade em serviços de steaming no Reino Unido, "a música gerou mais de um milhão de transmissões elegíveis — 90% no Spotify — e pulou para a posição trinta e três da parada — somente devido à sua popularidade em serviços do tipo". Entrou para a história ao ser a primeira composição a chegar às 40 primeiras colocações da tabela apenas com streaming. Após o seu lançamento digital na semana seguinte, chegou à primeira posição com vendas excedentes à cento e quarenta e quatro mil exemplares. Mais de 9% do seu registro agregado veio dos um milhão e quatrocentos mil streams no período. Tornou-se o segundo single mais rapidamente vendido no país em 2014, atrás apenas de "Rather Be" de Clean Bandit e Jess Glynne, que conseguiu cento e sessenta e três mil em janeiro. "All About That Bass" conseguiu manter-se na faixa dos seis dígitos por três semanas consecutivas em território britânico. Sua estadia no topo foi desafiada por "Anaconda", de Nicki Minaj, "Shake It Off", de Swift, e "Steal My Girl", da boyband One Direction. Junto com "Rather Be", foi a canção que ficou por mais tempo no pódio da parada britânica em 2014. Foi certificada como platina dupla pela British Phonographic Industry (BPI). Até 31 de dezembro de 2014, foram compradas mais de novecentos e dezenove mil exempláres no país, terminando o ano como o oitavo single mais comercializado no país.
"All About That Bass" também obteve um desempenho positivo em outras regiões da Europa, assumindo o topo na Áustria e na Alemanha por seis semanas, na Dinamarca e Suíça por cinco, na Escócia por quatro, Espanha por três, Polônia por duas e Hungria, Eslováquia e Luxemburgo por uma.